# Ендер Гюнлю
Ендер Гюнлю (на турски език - Ender Günlü) e френски футболист от турски произход, полузащитник, състезател на ПФК Академик (София).